# Spare Parts
Spare Parts es el segundo álbum de estudio de la banda británica de rock Status Quo, publicado en 1969 a través de Pye Records. Es su segunda y última producción que cuenta con sonidos del rock psicodélico, ya que meses más tarde de su lanzamiento el grupo asumiría su característico sonido entre el rock y el boogie rock.
De acuerdo a la crítica el disco es en sí un resultado mediocre en comparación a las composiciones del trabajo anterior. Esto además se vio apoyado por la nula atención en las listas musicales europeas y por las escasas ventas que generó en comparación con su disco debut. A su vez su único sencillo promocional, «Are You Growing Tired of My Love», solo alcanzó el puesto 46 en los UK Singles Chart.
En 1998 se remasterizó con cinco pistas adicionales entre ellas «The Price of Love», canción original de los Everly Brothers, que en 1969 se había publicado como sencillo aunque no fue incluido en la versión original de Spare Parts.

## Lista de canciones
| N.º | Título                                     | Escritor(es)              | Duración |  |
| 1.  | «Face Without a Soul»                      | Rossi, Parfitt            | 3:08     |  |
| 2.  | «You're Just What I Was Looking for Today» | Gerry Goffin, Carole King | 3:50     |  |
| 3.  | «Are You Growing Tired of My Love»         | Anthony King              | 3:37     |  |
| 4.  | «Antique Angelique»                        | Lancaster, Bob Young      | 3:22     |  |
| 5.  | «So Ends Another Life»                     | Lancaster                 | 3:12     |  |
| 6.  | «Poor Old Man»                             | Rossi, Parfitt            | 3:36     |  |
| 7.  | «Mr. Mind Detector»                        | King                      | 4:01     |  |
| 8.  | «The Clown»                                | Lancaster, Young, Nixon   | 3:22     |  |
| 9.  | «Velvet Curtains»                          | King                      | 2:56     |  |
| 10. | «Little Miss Nothin»                       | Rossi, Parfitt            | 2:59     |  |
| 11. | «When I Awake»                             | Lancaster, Young          | 3:49     |  |
| 12. | «Nothing at All»                           | Lancaster, Lynes, Young   | 3:52     |  |

| Pistas adicionales en remasterización de 1998 |                                                   |                 |          |  |
| N.º                                           | Título                                            | Escritor(es)    | Duración |  |
| 1.                                            | «The Price of Love»                               | Everly Brothers | 3:41     |  |
| 2.                                            | «Josie»                                           | DiMucci, Fasce  | 3:37     |  |
| 3.                                            | «Do You Live in Fire»                             | Lancaster       | 2:16     |  |
| 4.                                            | «Hey Little Woman» (canción inédita)              | Lancaster       | 3:56     |  |
| 5.                                            | «Are You Growing Tired of My Love» (versión mono) | King            | 3:39     |  |

## Músicos
- Francis Rossi: voz y guitarra líder
- Rick Parfitt: voz y guitarra rítmica
- Alan Lancaster: bajo
- John Coghlan: batería
- Roy Lynes: teclados y coros